# Вольная Тарасовка
Во́льная Тара́совка (укр. Вільна Тарасівка) — село, входит в Белоцерковский район Киевской области Украины.
Население по переписи 2001 года составляло 405 человек. Телефонный код — 4563.

## Местный совет
09132, Киевская обл., Белоцерковский р-н, с. Вольная Тарасовка, ул. Майская, 2а